# Ödon Koch
Ödon Koch (Zürich, 21 november 1906 – aldaar, 21 mei 1977) was een Zwitserse beeldhouwer en graficus.

## Leven en werk
Koch was als steenbeeldhouwer een autodidact. Hij bewerkte zijn materiaal en taille directe, zonder model of tekening. Aanvankelijk werkte hij figuratief, maar nadat hij in contact was gekomen met het werk van beeldhouwers als Henry Moore werd zijn werk abstracter, eerst nog met organische lijnen en een duidelijke verwijzing naar de menselijke figuur, later met samengestelde geometrische vormen. De sculptuur kwam  in zijn latere werk (zoals de titels al aangeven) op de eerste plaats.
De kunstenaar had een atelier in Witikon, de meest oostelijk gelegen wijk van Zürich. In 1977 kreeg Koch een solo-expositie in het Kunsthaus Zürich. Hij overleed kort na de opening van de tentoonstelling aan een hartaanval.

## Werken in de openbare ruimte (selectie)
- 1958 Figur I (basaltlava), Beeldenpark van het Kröller-Müller Museum in Otterlo
- 1961 W V Nr.59 (kalksteen), Seepromenade Zürichsee in Zürich
- 1960/61 Skulptur 1960/1961, Biel
- 1965/66 Skulptur 1965/1966, buitencollectie Skulpturenmuseum Glaskasten in Marl
- 1965 Stele, schoolplein Kantonsschule in Chur
- 1971 gevelreliëf, kantoorgebouw Hoffmann-La Roche in Bazel